# Закон Пірса
Закон Пірса — один із законів класичної логіки, аналог законів подвійного заперечення і виключеного третього. Названий на честь американського логіка і філософа Чарльза Пірса.
Закон Пірса формально виглядає так:
що означає: {\displaystyle P} повинно бути істинно, якщо слідування {\displaystyle Q} з {\displaystyle P} з необхідністю тягне {\displaystyle P}. Закон Пірса є тавтологією класичної логіки, однак водночас здебільшого не виконується у некласичних логіках, зокрема в інтуїціоністській логіці. Водночас додавання закону Пірса до будь-якої аксіоматики інтуїціоністської логіки, перетворює її в класичну. Те саме відбувається при додаванні закону подвійного заперечення або закону виключеного третього. У цьому сенсі всі три закони еквівалентні. Однак загалом існують логіки, в яких усі три закони нееквівалентні.